# 飞翔的独木舟
《飞翔的独木舟》（法語：La Chasse-galerie）， 中文可以称作为“蛊惑的独木舟”或“飞行的独木舟”。是一个在法裔加拿大人圈中深受人们喜爱的神话。这是一个关于一群旅行者与恶魔做交易来换取一个可以在天空上所航行的独木舟的故事。此神话最著名的版本由 Honoré Beaugrand (1848-1906)所创作，在1892年的八月于《The centrury Magazine》上发布。

## 起源
故事的起源可以追溯到一个法国的神话，从前有一个名叫“加拉瑞” 的富有贵族。 他非常喜欢打猎，他对打猎痴迷的以至于他拒绝了参加周日的弥撒。作为惩罚，他被处以将会永远在夜晚的天空上飞行，被飞翔的狼与马追着，就像“狂猎”一样。当法国的殖民者来到了加拿大，他们将这个故事与当地土著人的民俗文化以及当地的神话相互结合参考，将故事改编成现在的“飞翔的独木舟”。

## 故事内容
在新年夜晚狂饮之后，有一群在伐木营里面工作的旅行者们为了想要回到他们的妻子身边而想办法，距离他们的家乡大概有300英里左右，而他们唯一能在可以行驶这么长的距离的同时，还能在第二天早上回营地里工作的办法，就是去做“飞翔的独木舟”。
想要做飞翔的独木舟需要与恶魔做契约，而这样就可以使他们的独木舟能飞起来并且能快速的到达位置，但在这个过程中，旅行者们不能提到上帝的名字，或者让飞船碰到了教堂塔尖上的十字架，如果这里面有一个规定被打破，恶魔将会夺取他们的灵魂。
为了安全起见，所有的男人们都发誓自己不去碰一滴朗姆酒来防止酒驾，当他们坐上了飞船后，船就开始飘起来了，而旅行者们也开始一起划桨，在夜空之上，旅行者们看到了结冰的加蒂诺河，看到了很多的小村庄，亮闪闪的教堂尖塔，也看到了美丽的蒙特利尔城市夜景。
飞翔的独木舟最终在他们家乡的大房子降落，而在大房子里面如火如荼地庆祝新年之夜的人们和他们的亲人，谁都没有料到这些旅行者和伐木者能回来，他们热情地展开双臂，与房子内的人们跳舞，庆祝以及感谢这里面所有的人。时间过得飞快，旅行者们与大房子内的人们告别，并坐回飞船开始往伐木营地的方驾驶去。
在无月之夜的天空上，旅行者们明显的察觉到他们的领航员已经喝醉了，他将飞船驾驶的非常不平稳，当他们经过蒙特利尔，很快的他们就找不到去教堂尖塔那边的路，很快的飞船就直接翻船栽在了一个大雪堆里，这个时候，喝醉的领航员拼命的祈祷，生怕恶魔会夺走他的灵魂，其他的旅行者们将这个人绑起来并堵住了嘴防止他说出上帝的名字，并且重新选了一名新的领航员来指路，喝醉的领航员很快的又破坏了捆绑他的绑绳，又开始祈祷了起来，这使很多其他的成员越来越害怕他们的灵魂也会被恶魔夺取，这也是飞船的驾驶也越来越失去了理智，最终飞船撞到了一棵大松树，旅行者们被撞飞并且失去了意识。
这个故事的结局有很多的版本，有一些是说最后男人们被惩罚要在地狱里驾驶飞船，有些则是说他们被惩罚要开飞船穿过地狱，并且每个新年夜晚都会在夜空上出现，也有的说最后除了喝醉的领航员以外大家都幸运的捡回了一条命，并将这个故事传给后人，告诫他们永远不要与恶魔做交易。而不管哪个版本，故事都在刻意地回避了 “由恶魔所策划”的意思。

## 与当今文化的关联
1991年曾发售过一组加拿大的 40加分的邮票，而这其中有一枚所画的就是这个故事。
蒙特利尔中的最古老的游乐设施，La Pitoune, 就是从此故事得到灵感所开发。

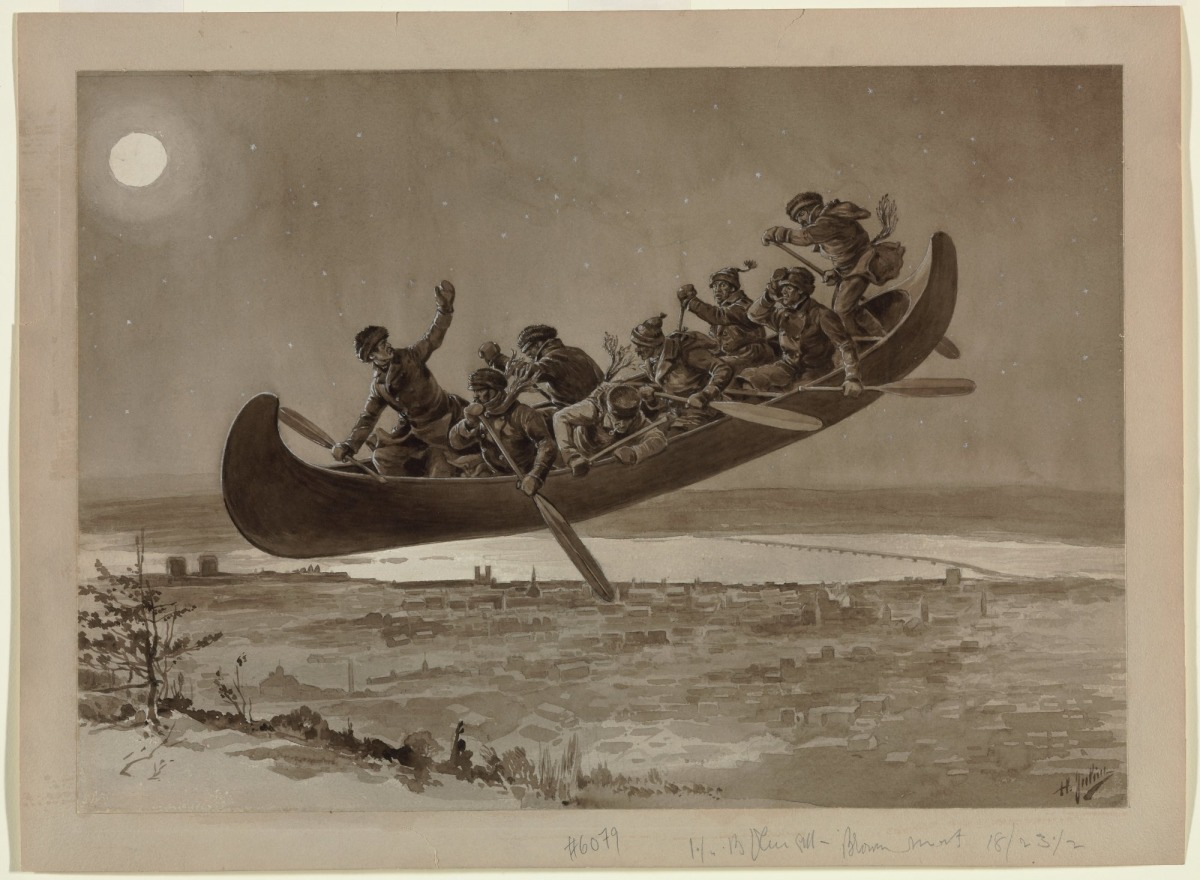
飞翔的独木舟 亨利·朱利安作，1906年， 魁北克国家艺术博物馆

加拿大国家电影厂，曾经以此故事做过一个短篇的剧场版动画 叫做 La Chasse-galerie。
加拿大民俗乐乐队，La Bottine Souriante 曾经写过一首关于这个故事的歌曲，在他们的 La Mistrine专辑中，与1994年发售。
加拿大温哥华2010年冬季奥运会的开幕仪式中，划桨手，Colin Maier，做在一个独木舟里表演了关于这个故事里面的内容。

## 改编作品
电台节目 C'est la Vie 曾在 2001年 12月28日 播过这个故事，讲述人为 Marylyn Peringer.
Chasse-Galerie: La Légende, 第一部关于这个故事的电影改版，在2016 年 2月上映，由  Guillaume Vigneault所编写剧本，由Jean-Philippe Duval所导演。